# Paul-Emile Van Royen
Paul-Emile Van Royen (Olen, 27 december 1938 - Lier, 17 februari 2012) was een Vlaams acteur. Hij was de 9 jaar jongere broer van de in 1986 overleden acteur Alex Van Royen.
Van Royen begon zijn acteercarrière in 1961. Hij maakte van 1965 tot 1968 deel uit van het eerste NTG-gezelschap. Zijn eerste bekende televisierol speelde hij in de jeugdserie Het Zwaard van Ardoewaan in 1973.
In de jaren 90 kende hij zijn topjaren als acteur. Hij speelde mee in de sketches in de Gaston Berghmansshow (vooral in kostuumfuncties zoals legercommandant of rechter), acteerde in de soap Thuis en in de series Lili & Marleen en Heterdaad. Zijn bekendste rol was die van Louis Melkenbeek in de serie Nonkel Jef. 
Van Royen speelde ook mee in films zoals De Paniekzaaiers, Zware Jongens, Elixir d'Anvers, Plop en Kwispel en De Witte van Sichem.